# Harnisch (Geologie)

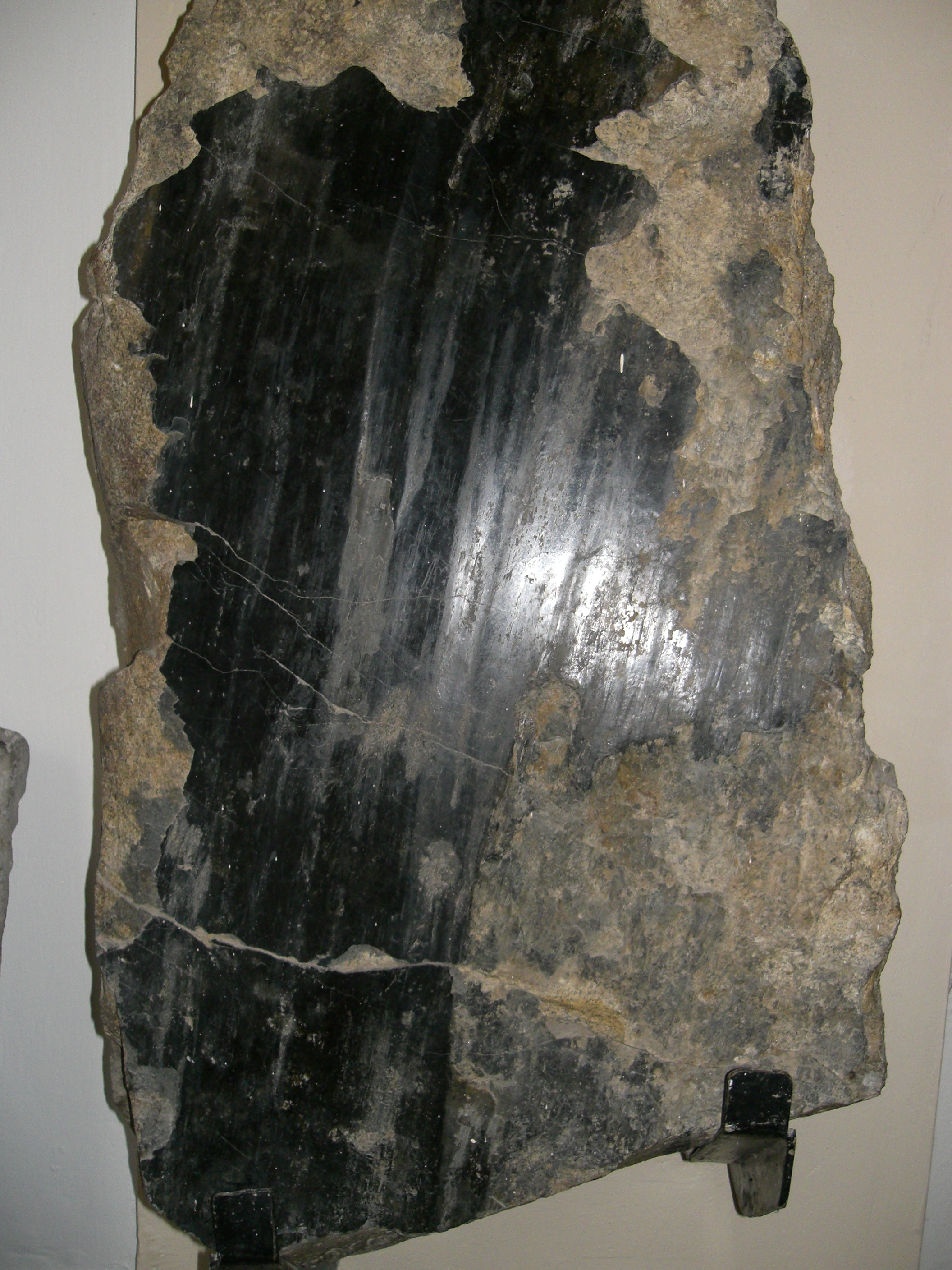
Dunkler Spiegelharnisch auf einer Gesteinsoberfläche

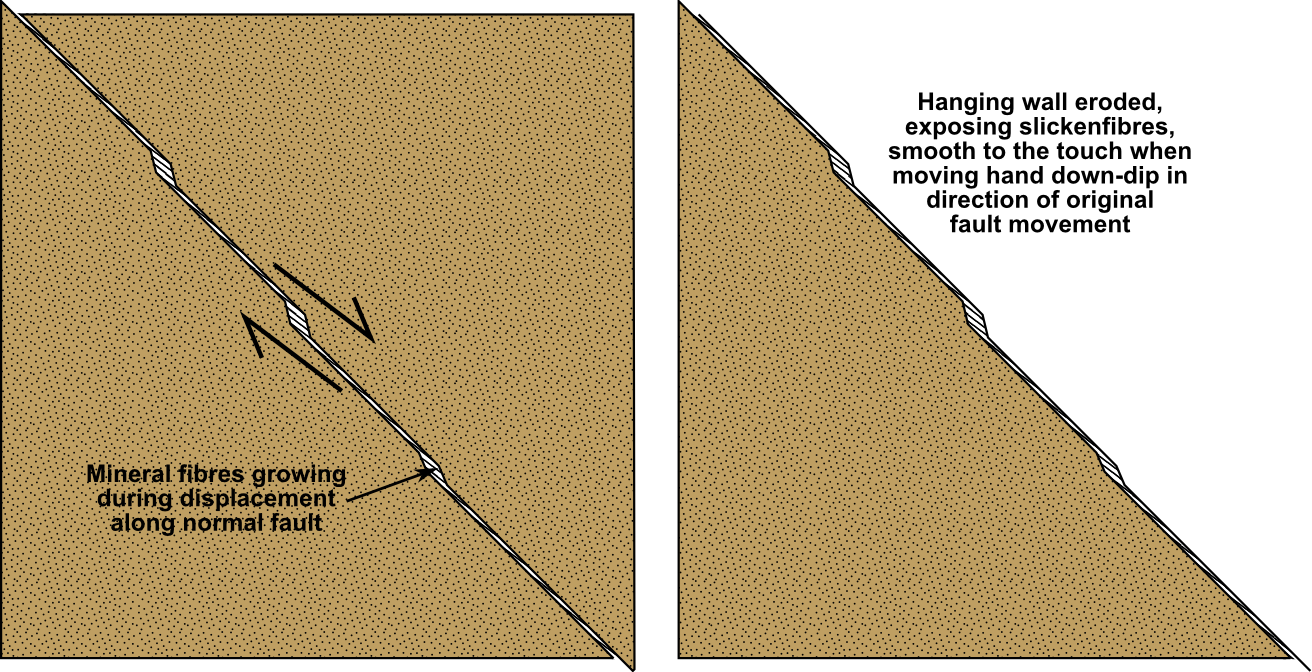
Schema der Entstehungsweise von Harnischflächen

Harnisch ist ein alter Bergmannsausdruck für eine Bewegungsspur auf einer Verwerfungsfläche, die dadurch entstanden ist, dass aneinandergleitende Gesteinspakete die Fläche geglättet haben. Dabei hinterlassen eingebettete härtere Gesteinskomponenten auf der Gleitfläche Kratzspuren (Gleitstriemung, Gleitstreifung) in Richtung der Verschiebung. Sie sind ein Hinweis auf Bewegungen und ihre Richtung in der geologischen Vergangenheit. Die parallelen Striemungen weisen oft feine Abrisskanten auf. Anhand dieser Kanten lässt sich die relative Bewegung der Gesteinspakete zueinander rekonstruieren.
In Fällen, bei denen die Gleitfläche bei der Bewegung poliert wurde, spricht man auch von einem Spiegelharnisch.